# Gastronomia del Segrià
La gastronomia del Segrià és el menjar i les begudes típiques de la cuina de la comarca catalana del Segrià, una comarca de Ponent encapçalada per la ciutat de Lleida. És travessada pel riu Noguera Ribagorçana al nord fins a gairebé tocar l'Ebre al sud, i pel Segre de nord a sud. Fora de Lleida ciutat, la quasi totalitat del terreny és dedicat a l'agricultura, en especial al conreu d'arbres fruiters. A l'est i l'oest confronta amb el Baix Cinca i el Pla d'Urgell, i al nord amb la Noguera: tres comarques naturals amb les quals el Segrià conforma la Plana de Lleida, una enorme extensió de terres agrícoles on la gastronomia es nodreix dels productes de la terra. A més, el Segrià és una cruïlla important entre el Pirineu i la resta del país i, per tant, s'hi pot trobar la cuina del Pirineu català i els productes típics de muntanya. La cuina del Segrià es basa, doncs, en l'ús d'hortalisses i fruites dels seus camps, carn, bolets i embotit.

## Plats
Els caragols a la llauna és un plat típic del Segrià i molt identificat amb les Terres de Lleida. A Lleida ciutat s'hi celebra cada any l'Aplec del Caragol on aquest plat té un lloc destacat.
La coca és un producte artesanal típic de totes les comarques. Al Segrià, com al Conflent i a l'Horta, és la coca de poma la més típica. Aquesta coca dolça es fa amb poma, llimona i rom blanc. Una altra coca amb un nom inequívocament local és la coca de Lleida, una coca de recapte que inclou una barreja variadíssima d'ingredients digna de la cuina catalana medieval que era coneguda per barrejar productes de mar i de muntanya. En aquest cas porta truita de riu, anxova o sardina, tomàquet i pebrot roig, botifarra a rodanxes, rovellons i formatge de vaca sec. És una coca que es menja tradicionalment per sant Blai de Sebaste, i se'n pot trobar tant a Lleida com a Tremp.
Cassola de tros: fet amb tot el que es pot trobar al tros. Varia en funció dels llocs (i del que s'hi pot trobar).

## Ingredients bàsics
- Verdures: pebrot, tomàquet,[1] albergínia, all, ceba.
- Fruites: Pera, poma, llimona.[1]
- Bolets: Rovellons,[1] ceps.
- Nous, ametlla.
- Peix: truita de riu.[1]
- Embotits: botifarra.[1]